# 15736 Hamanasu
15736 Hamanasu è un asteroide della fascia principale. Scoperto nel 1990, presenta un'orbita caratterizzata da un semiasse maggiore pari a 2,4660225 UA e da un'eccentricità di 0,1585896, inclinata di 6,32814° rispetto all'eclittica.